# 程慕阳
程慕阳（Michael Ching Mo-yeung，1969年11月14日—），江苏常州人，原中共河北省委书记程维高之子，曾任北方國際廣告公司北京分公司副經理、香港佳達利投資有限公司董事長，现任慕阳国际实业有限公司董事长，是加拿大温哥华的一位地产商人。在其父程维高担任省委书记期间，利用其父政商关系，不到10年时间里，在中国大陸境内外创办了32家公司，资产总值达数亿元人民币。2001年，其父秘书李真受贿、贪污案发，程慕阳途径香港逃到加拿大。在被中華人民共和国政府通缉的情况下，于2020年入籍加拿大。

## 生平

### 早年经历
1969年，程慕阳出生于江苏常州，他是程维高家中三个孩子中唯一的儿子。1987年，程维高调任河南省委副书记时，程慕阳也跟着他来到河南，入读郑州工学院（现郑州大学工学院），1991年毕业，后靠着父亲的关系进入南京某电视机厂驻京办事处从事销售工作，但不久后辞职。1992年秋通过朋友介绍，认识了时任中华儿女理事会秘书长、北京皇家丽人广告公司董事长石坚。同年底，为感谢程维高在一个项目中的大力协助，香港商人韩凤瑞按他的要求，将程慕阳招至自己名下的北方国际广告公司当副经理。同年，程慕阳成為香港居民。1995年，他和保定民营企业八达集团以外资的名义，与石家庄新华区政府市场管委会成立了鑫麟房地产公司，急需5000万元人民币投资款。1997年初，石家庄保龙仓地产公司拟建超市，为解决资金问题，保龙仓老板杨某联系上程维高，并在他的授意下与程慕阳展开合作。程慕阳通过父亲的帮助批项目、拉贷款，并以自己的3家公司折价入干股。
程慕阳还曾与电视剧《过把瘾》的一位年轻女演员相恋，常带着她一起吃饭，但两人以分手告终。

### 移居加拿大
1996年，程慕阳成为加拿大永久居民，在1996年至2000年之间，他不断往返加拿大与中国大陸，大部分时间在中国大陸。其后在2000年在加拿大设立“慕阳国际实业有限公司”（Mo Yeung International Enterprise），并不再返回中国。他所创立的公司主要从事地产开发，有多个地产项目，另外，程慕阳还是列治文“身活馆”的老板，他所开设的身活馆内有游泳池、按摩房、瑜伽房、健身房和SPA等。中国警方指控他帮助程维高秘书李真（已于2003年被执行死刑）转移赃款、并勾结他人贪污国家财产，并通过国际刑警组织发布红色通缉令，对其进行全球通缉。他曾于2001年和2004年两次提出申请加入加拿大国籍，但都没有成功。程慕阳于2012年在加拿大申请难民身份，但在2014年被加拿大移民及难民局以“可能在加拿大以外犯有严重非政治性罪行”为由拒绝。

### 被通缉、成功入籍
2015年4月，国际刑警组织中国国家中心局（公安部国际合作局）公布了100名涉嫌经济犯罪的外逃官员及相关涉案人员的名单，其中就包括了程慕阳，而事实上，早在2001年4月2日，河北省石家庄市公安局桥四分局以涉嫌转移、窝藏赃物等犯罪，向程慕阳发出逮捕令，同年9月6日，中华人民共和国公安部向他发出A级通缉令。随后许多中文媒体认定加拿大华人地产商迈克尔·程就是通缉令上的程慕阳。之后迈克尔·程通过代理律师表示其并非程慕阳，但事后加拿大广播公司援引加联邦法庭文件证实，迈克尔·程和程慕阳是同一人。其后迈克尔·程承认了自己的身份，并表示自己在中国因为涉嫌贪腐遭到通缉，但却否认自己有罪，同时也否认父亲有腐败行为。而据新华社引述知情人士的消息，程慕阳在巨大压力下已藏匿起来，其在温哥华附近列治文的办公大楼也是人去楼空，很可能已经离开温哥华。当地法律专家指出，程慕阳虽然获得了加拿大枫叶卡（永久居民证），但他被遣送回国的可能性依然很大。
2015年6月23日，程慕阳向加拿大法庭提出诉请，称其应当接受难民保护，并请求法庭复核遣返令。7月17日，加拿大温尼伯法院对程慕阳请求复审加拿大难民署驳回其难民身份申请的裁决一案做出判决，裁定程慕阳获胜，其难民申请将被发回加拿大难民署予以重新考虑和决定，2018年9月，加拿大(多伦多)联邦法院再次判决程慕阳胜诉。。
2018年，国际刑警组织以中华人民共和国政府提供的资料不符其条例为由，将程慕阳从国际通缉令名单上剔除。2020年，程慕阳入籍加拿大。2019冠状病毒病疫情爆发后，他在温哥华设立一家口罩工厂，生产四罩。曾向大温哥华地区的三个城市捐出近80万个口罩。

#### 相关回应
- 2015年4月底，加拿大公民及移民部称程慕陽是“罪犯和騙子”[18]。
- 2015年4月30日，中华人民共和国外交部发言人洪磊在就程慕陽被列为中国海外贪官“通缉令”名单时表示：“境外不是法外，中国政府坚决惩治腐败，不管腐败分子逃到天涯海角，中方都会将其绳之以法。像程慕阳这样的逃犯必将受到应有的惩罚[19]。”

## 家庭
- 父：程维高，曾任中共河北省委书记，2003年8月被开除党籍，2010年去世。
- 母：张佩斐。
- 配偶：宋香祺。于2004年获得加拿大国籍[8]。
- 子女：育有3个孩子，其中一个女儿于2000年出生于温哥华，其余两名非加拿大出生的孩子于2004年获得加拿大国籍[8]。其中一个女儿程颂莲（Linda，在香港出生[20]），现为不列颠哥伦比亚大学政治科学一年级学生，曾是加拿大联邦青年自由党不列颠哥伦比亚省分部主席[21]。

## 荣誉
2013年，程慕阳被授予女王钻禧勋章，并获三级政府表彰。

## 其他
- 香港《南華早報》、2015年9月的报道称，加拿大自由党领袖、加拿大第23任总理賈斯汀·杜魯多与程慕阳父女关系密切，并得到两人的资金和政治支持。而程慕阳“跻身加拿大联邦政治核心圈的努力”，得到了朋友陳卓愉的帮助[22]。
- 自由亚洲电台、2021年5月的报道中，温哥华中国自由民主人权促进会召集人黄宁宇说，虽然程慕阳已经不在国际刑警的通缉名单上，但是他当年在中国涉及的官商勾结问题没有厘清，一来加拿大就能拿出巨资从事房地产生意，这上亿元资金从何而来？加拿大政府有认真查过吗？很多中国商人移民加拿大后都捐钱做善事，但他们发迹的背后有多少见不得人的问题呢？这种所谓的成功、行善，恐怕不符合加拿大国民期望。“他过去的情况以及他在加拿大涉及的各种人品行为，是不是符合他所称的守法、有爱心、热心公益的商人，我是采取不信任的态度。政府对外国、尤其是来自中国方面种种问题采取睁一只眼、闭一只眼的态度。”[1]